# Tom Poes en de meesterhand
Tom Poes en de meesterhand is een ballonstripverhaal uit de Tom Poes-reeks. Het verscheen in 1962 in afleveringen in het weekblad Donald Duck, van nummer 16 tot 32. In 1963 verscheen de strip in 26 delen in de zondageditie van de Zweedse krant Dagens Nyheter.
In 1979 kwam het als stripalbum uit bij uitgeverij Oberon.

## Samenvatting
Heer Bommel krijgt van een onbekende zwerver het "meesterteken" op zijn hand gedrukt. Daardoor ziet iedereen die de hand van Heer Bommel weer aanraakt hem opeens als meester in een bepaalde functie, meester-loodgieter bijvoorbeeld.
Het duurt lang voordat Heer Bommel toegeeft dat hij het meesterteken niet waard is.